# 向日葵
向日葵是菊科向日葵属一年生阔叶草本（forb）。别名太陽花、朝陽花、日頭花。因花序随太阳转动（太陽花）而得名，花语为太阳。

## 形态
一年生草本。茎直立，圆形多棱角，质硬白色粗硬毛。广卵形的叶片通常互生，先端锐突或渐尖，有基出3脉，边缘具粗锯齿，两面粗糙，被毛，有长柄。头状花序，直径9.5～30厘米，单生于茎顶或枝端。总苞片多层，叶质，覆瓦状排列，被长硬毛，花期為7到8月，花序边缘生中性的黄色舌状花，不结实。花序中部为两性管状花，棕色或紫色，能结实。矩卵形下位瘦果，果皮木质化，灰色或黑色，称葵花籽。

### 大小
最常見的向日葵高度為2.5～3.5公尺。根據1567年的科學文獻報告，歷來被認為單頭向日葵植物是種植在帕多瓦，植株高度最高可達12公尺。同樣的種子，種植在其他時間和地點（如馬德里），植株高度可達近8公尺。更近的紀錄（约二十年前）則有8公尺以上的植株，在荷蘭和加拿大安大略省。
向日葵高約3（9.8英尺），最高可達9.17（30.1英尺）。

### 习性
向日葵会随着太阳的移动转动花盘。

## 象徵
向日葵是乌克兰的国花。在2022年俄国入侵乌克兰期间，社交媒体上广为流传的一个影片中，一名不知名的乌克兰妇女叫侵乌俄军士兵“拿上这些向日葵种子，把它们装在口袋里。这样向日葵就会在你们死掉的地方生长”。向日葵从此在乌克兰和全世界成为了抵抗侵略以及团结和希望的象征。
向日葵原產地據信為北美洲。是美國堪薩斯州的州花，日本北九州市的市花及以其象徵為名的職業足球隊——北九州向日葵。
文化大革命时期，中国兴起对毛泽东的个人崇拜，将毛泽东塑造为“红太阳”，因此向日葵被赋予了“心向毛主席”的涵义，向日葵的造型多出现在毛主席像章 、宣传海报、群众游行中。
日本气象厅的系列气象卫星使用“向日葵”作为昵称。
Mediawiki的标志早期就是一个代表创建内部链接语法的双方括号括住的写实风格太阳花，在2021年4月1日后太阳花部分更换为抽象色块化的太阳花图案。

## 培育和用途

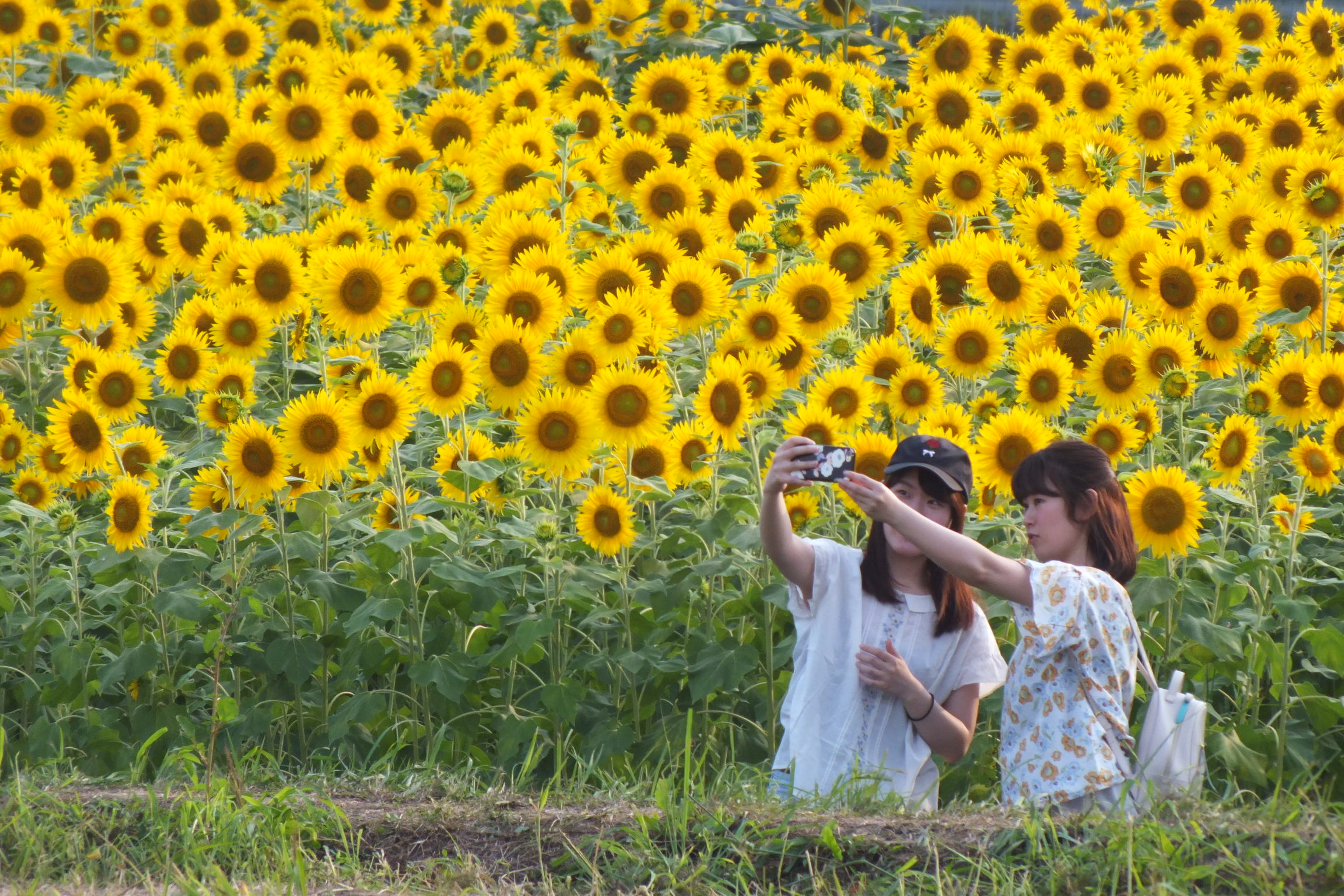
小野市立向日葵公園

種子先由溫水泡過，再以種子尖端朝下種植在土中，約4~5天即可發芽。
向日葵可用于在植生復育提取土壤有毒成份，如铅，砷和铀，并在过滤处理用于中和放射性同位素和来自水中的其他有毒成分和有害细菌。在切尔诺贝利核事故之后，它们被用来从附近的一个池塘移除铯-137和锶-90。类似的方法也被运用于福岛第一核电站事故的处理中。

## 图片

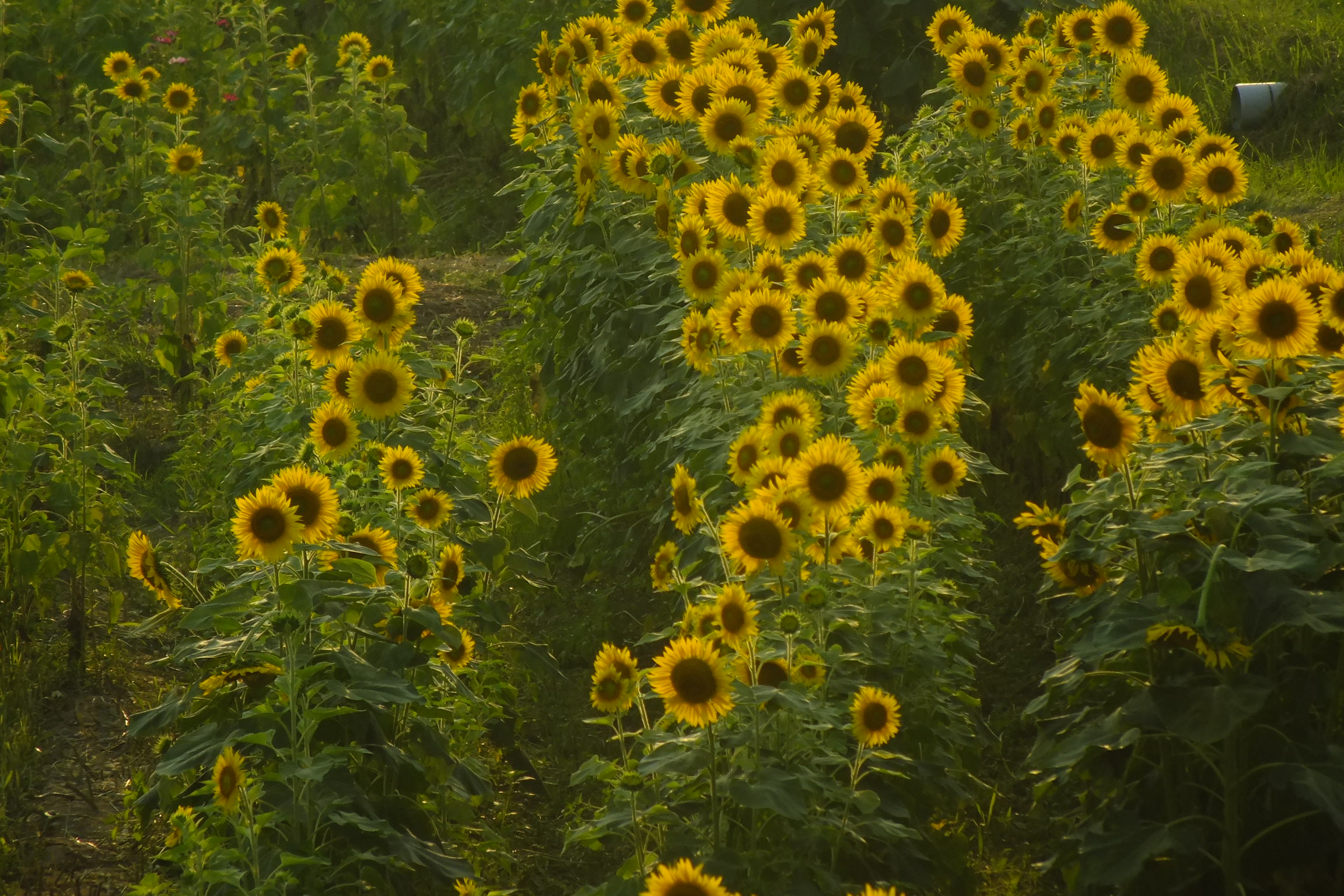
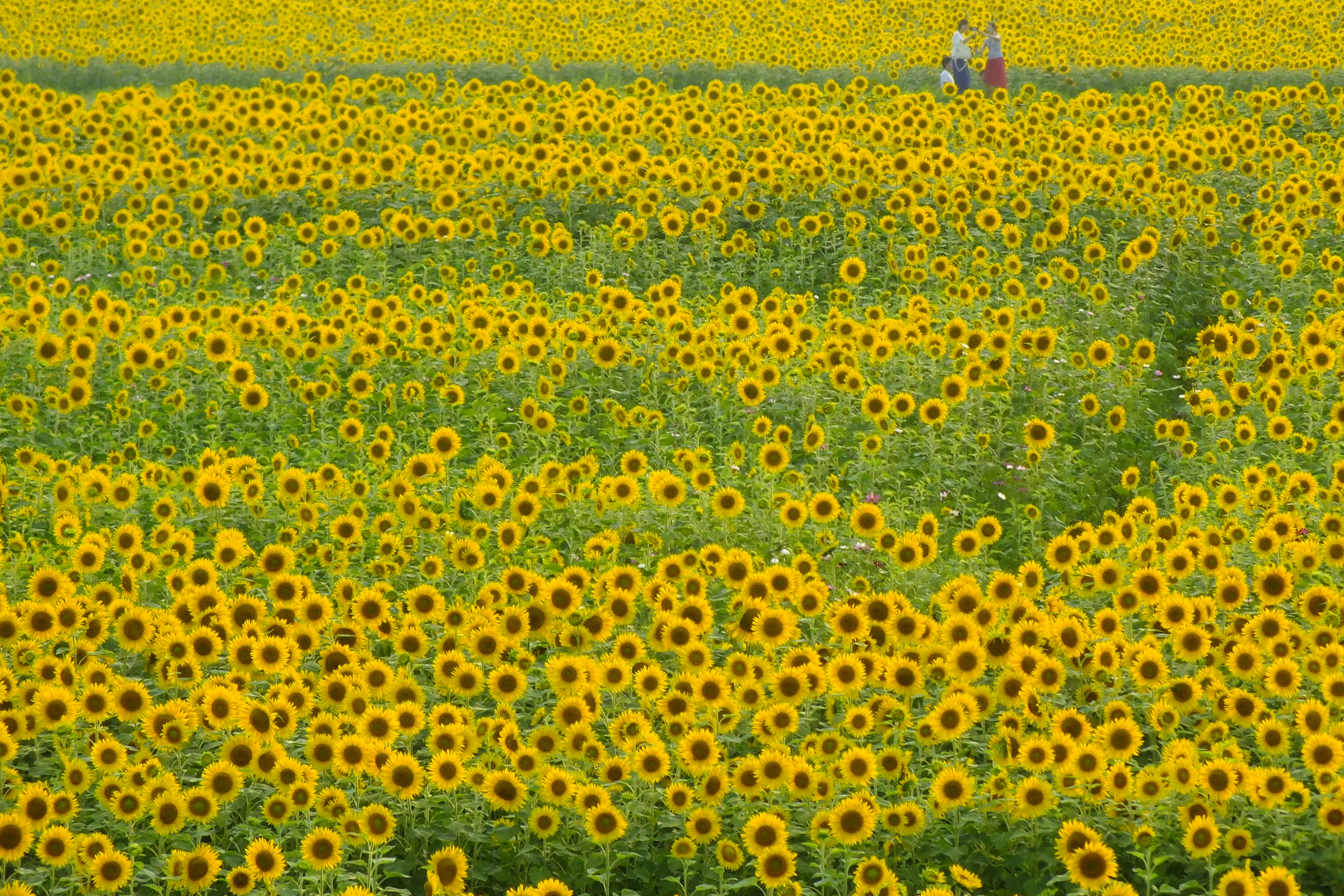
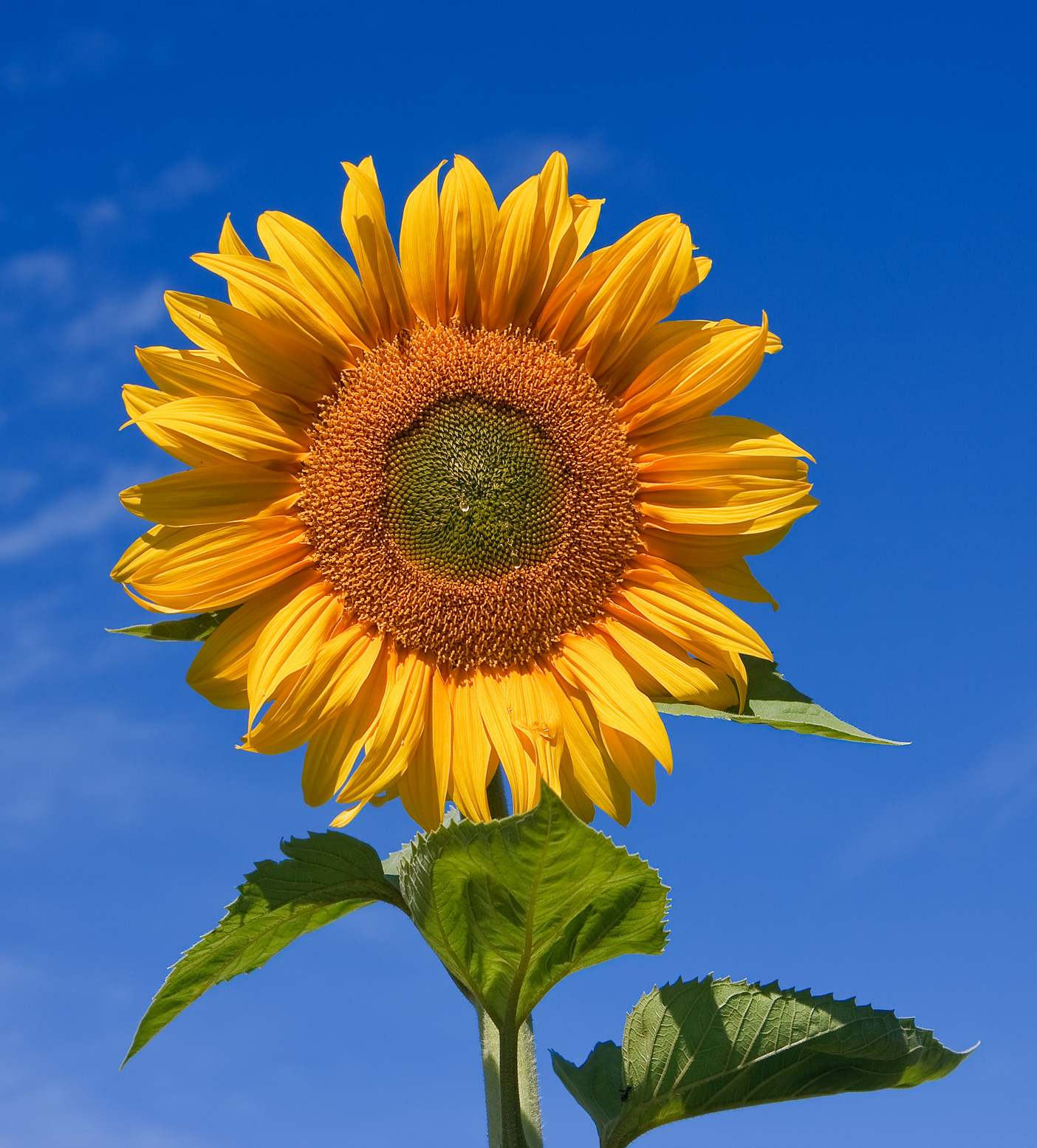
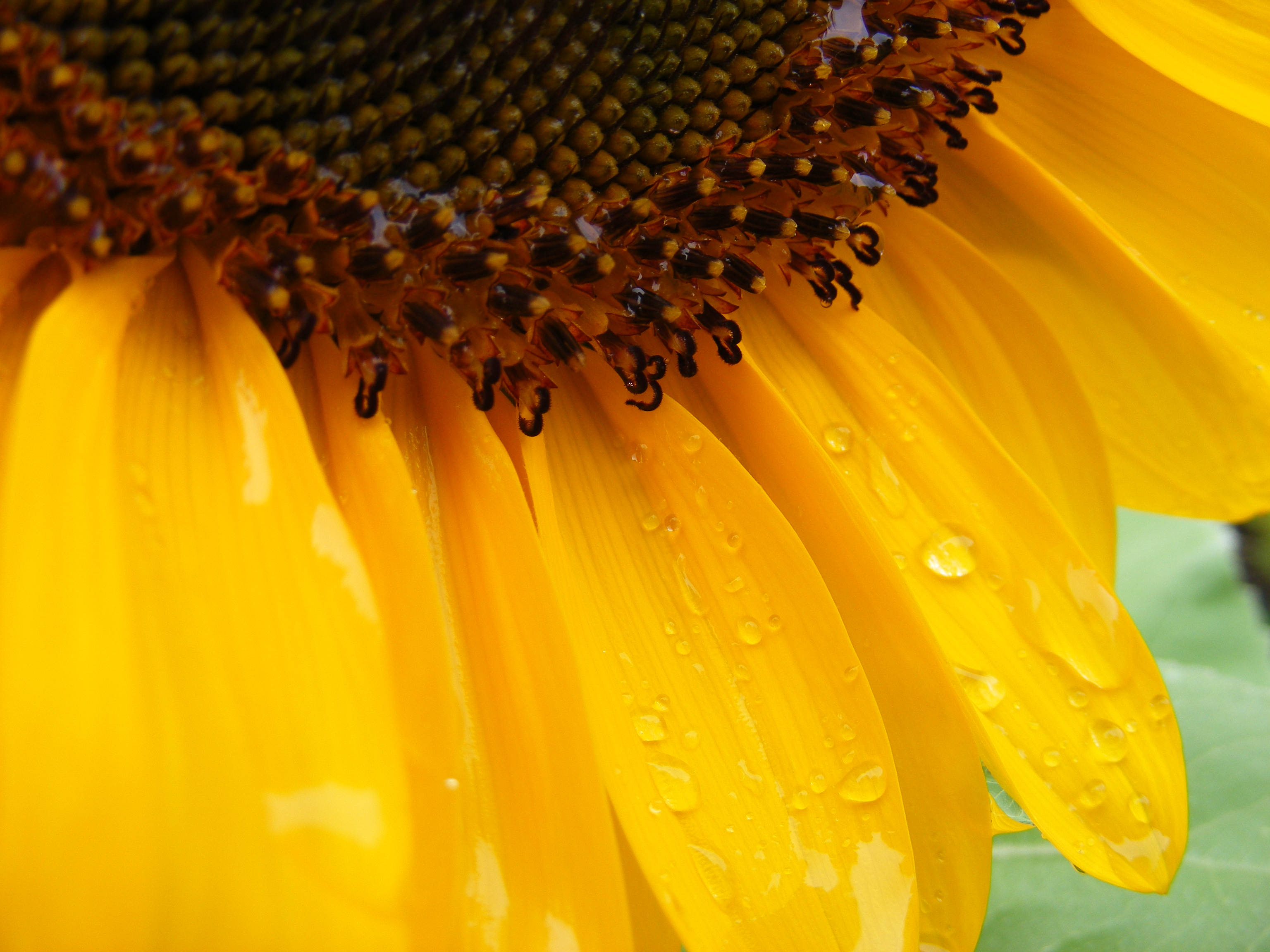
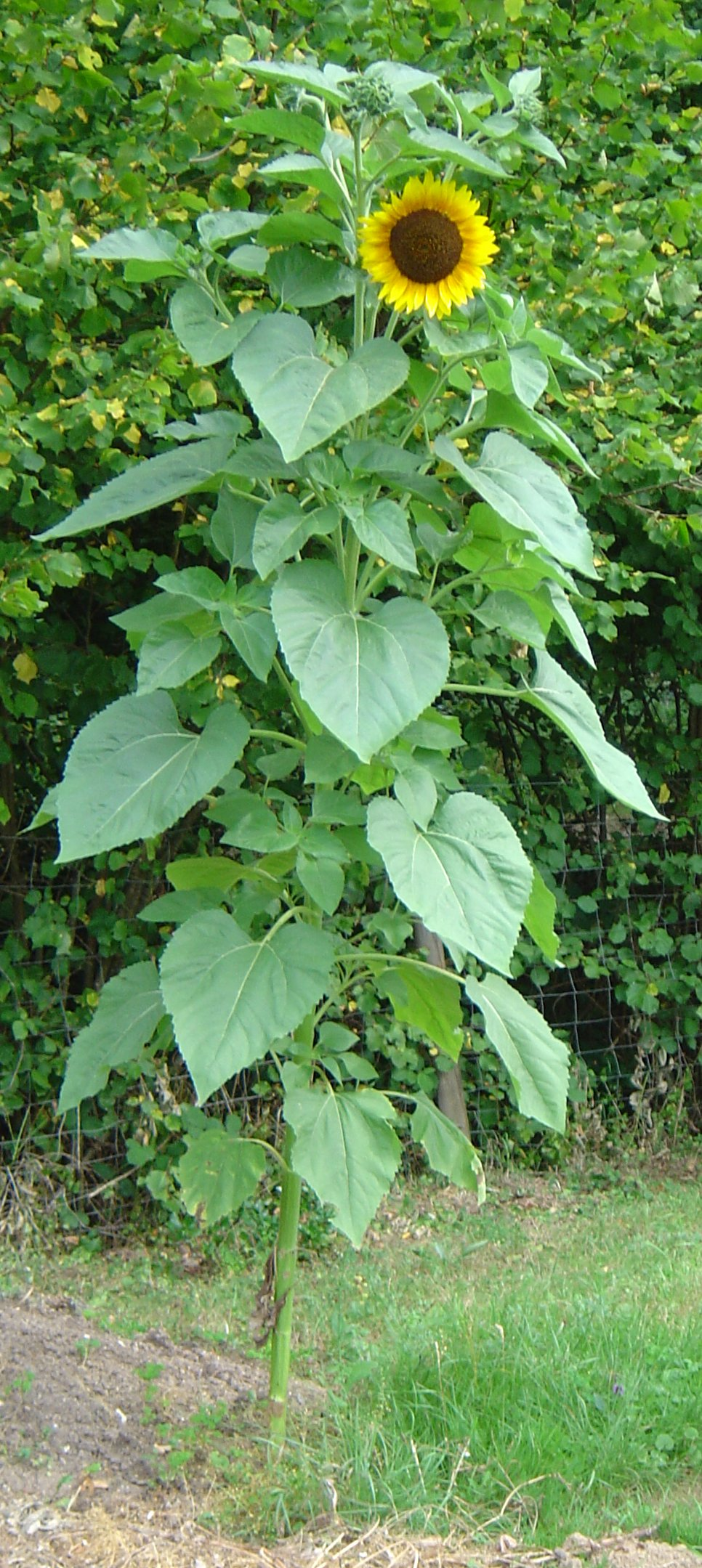
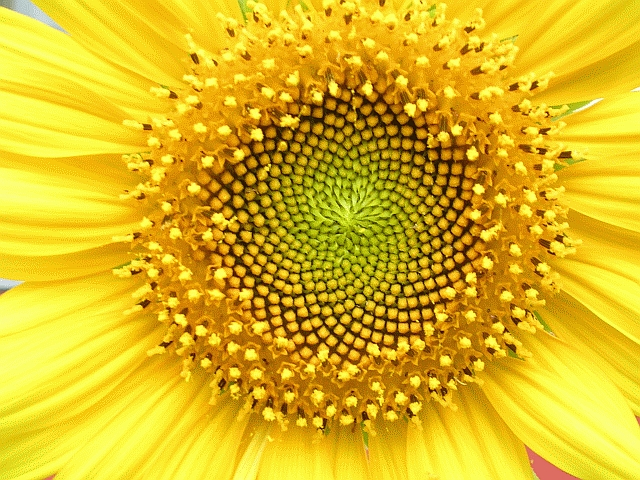
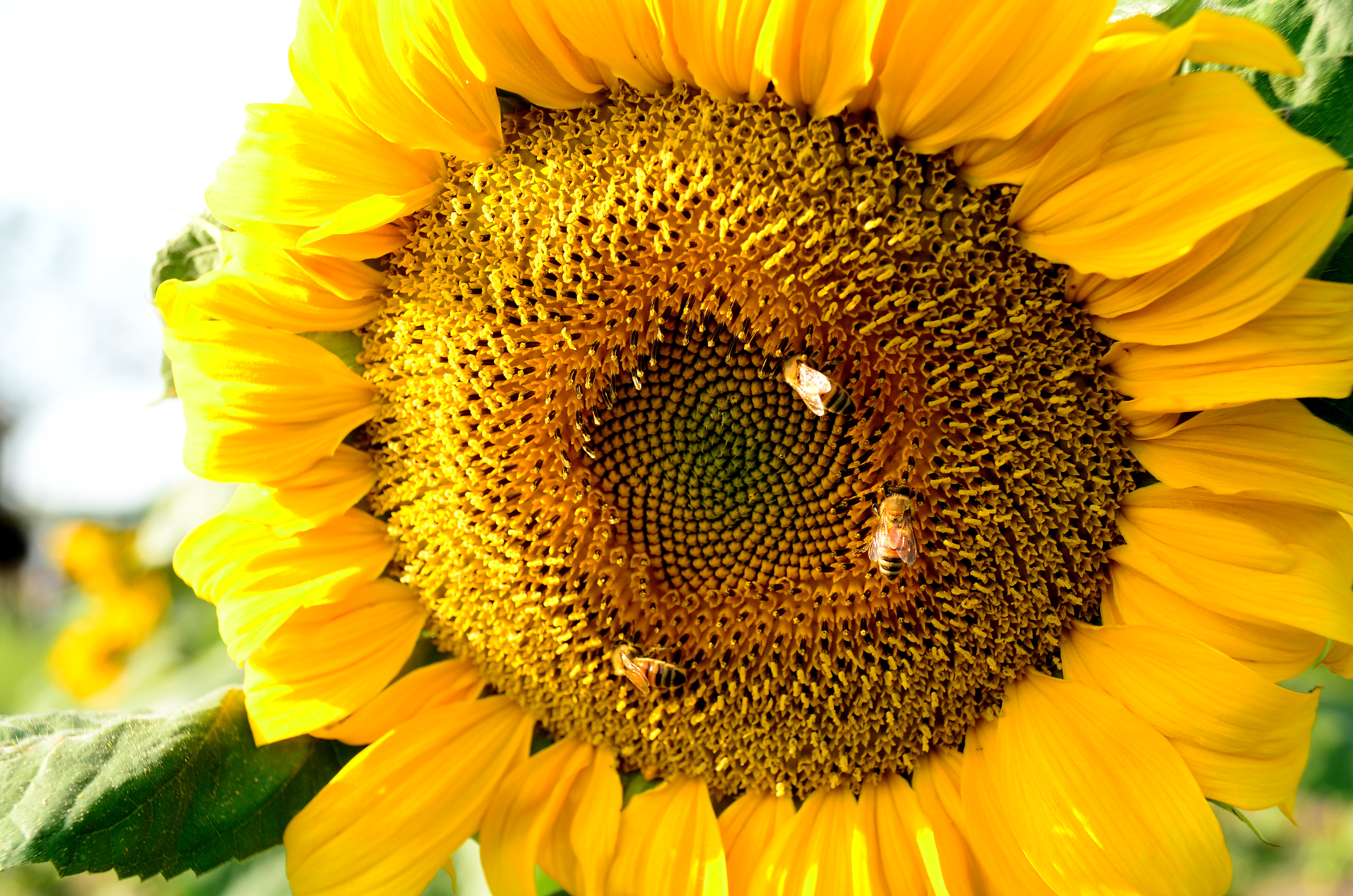
在向日葵花朵上採蜜的蜜蜂

## 螺線排列的數學模型

當n=1 ... 500時，分佈圖

1979年由H. Vogel提出，花葉序的數學模型。於极坐标系的數學式如下：
{\displaystyle r=c{\sqrt {n}},}
{\displaystyle \theta =n\times 137.5^{\circ },}
其中
{\displaystyle \theta }為「發散角」、圓心角
{\displaystyle r}為距中心的半徑或距離
{\displaystyle n}為自然數，花葉序的指數
{\displaystyle c}為恆定比例因數